# ファンタズム (ジャレコ)
『ファンタズム』 (PHANTASM) は、シー・ピー・ブレインが開発し、1991年5月にジャレコが発売した業務用ビデオゲーム。殺されてしまった青年が悪の組織に捕まった彼女を救うため、霊体を駆使して敵の体に乗り移って戦っていくアクションゲームである。
ジャレコのシステム基板「メガシステム1」の第11弾。日本国外版のタイトルは『Avenging Spirit』。
後述のように様々なプラットフォームに移植されている。

## ゲーム内容
方向キーと攻撃ボタン・ジャンプボタンを駆使して敵を倒していくアクションゲーム。目的は悪の秘密結社に攫われた恋人を救出することである。主人公はゲーム冒頭で死して霊体となっており、ステージ中の敵に憑依し肉体を乗っ取ることで活動可能となる。言わば「雑魚キャラクターを自機として操作できる」ことが本作の特徴となっている。
全6ステージで、各ステージの最後には大きなサイズのボスが待ち受けている。残機（プレイヤーストック）の概念が無く、基本的に主人公の霊のエネルギー（以下「エネルギー」）が尽きることでゲームオーバーとなる。
エネルギーとは別に、憑依対象の体力（以下「ライフ」）が設定されており、ボス戦など特殊な状況を除けば、ライフがなくなっても他のキャラクターに乗り換えて続行することができる。ゲーム内では敵として登場するキャラクターのほとんどに憑依することができ、対象によって移動や攻撃の性能が変わる。ただし、幽霊状態では一方的にエネルギーを消耗していくため、素早く憑依しなければならない。
本作品は2つのエンディングがあるマルチエンディングである。グッドエンディングを見るためには隠された3つの鍵で閉ざされた部屋に入り、そのうえでラストボスを倒す必要がある。
コミカルな外見に反し難易度は高く、ゲームバランスも良いとはいえないことから、市場から消えるのは早かった。そのため、知名度は低い。

## ストーリー
主人公が恋人とデートしている最中、見知らぬ男たちが彼女を連れ去ろうとする。止めようとした主人公は銃で撃たれ死んでしまう。この男たちは秘密結社の構成員。彼女は霊エネルギー研究者の娘だった。死して霊体となった主人公は、恋人の父親から他者の肉体に乗り移る能力を与えてもらい、恋人を救うために戦うことを決意する。

## 登場キャラクター

### 憑依対象の敵キャラクター
憑依対象として登場する雑魚キャラクターは以下の通り。なお、一部を除いて正式名称は不明であるため、ここでは外見などによる便宜上の名称で記述する。
女戦士
露出が高めのミニスカート姿の女性構成員。機動力が高く、パンチを中心とした素手による攻撃が得意。ライフは低いが、それを逆手にとって一時しのぎの自機として活用可能。パンチ・キックで近くしか攻撃できないものと、衝撃波を繰り出しある程度遠くを攻撃できるものの2種類がいる。
ギャング
スーツ姿に帽子を被った強面の男性。銃で攻撃するが、足は遅くジャンプも低い。2連射のみのピストルで攻撃するタイプと、連射のきくマシンガンで攻撃するタイプの2種類がいる。
ドラゴン
服（種類によっては鎧）を着た、人型体型に近い二足歩行のドラゴン。口から吐く炎は威力が高く敵の弾を消せるが、攻撃範囲が狭いうえ移動性能は最低クラス。グリーンドラゴン、ブルードラゴン、レッドドラゴンの3種類がいて、後者ほど炎の攻撃範囲が広くなる。
兵士
上半身裸で筋肉質な男性兵士。威力の高い銃火器を扱う者が多く、移動性能も標準レベル。連射のきくマシンガンで攻撃するタイプ、放物線状に飛ぶ手榴弾を投げるタイプ、敵を追尾する誘導ミサイルを放つタイプ、ゲーム中最大の攻撃力を誇るレーザーガンで攻撃するタイプの4種類がいる。
ゲームボーイ版では手榴弾兵士の連射性やレーザーガン兵士の攻撃力に変更が加えられているほか、マシンガン兵士が登場しない。
ホッパー
モミアゲが目立つ髪型の男性構成員。攻撃性はギャングに準ずるが、身軽で高いジャンプ力を誇る。ギャングと同じく、ピストルタイプとマシンガンタイプの2種類がいる。
修行僧
インド人を思わせる、頭にターバンを巻いた男性。攻撃はパンチ・キックのみで貧弱だが、ジャンプボタン連打で空を飛ぶことができる。一種類のみ存在。
ロボット
ホバリング移動のような、滑るような移動をするロボット。前方へミサイルで攻撃する（ミサイル兵士のものと異なり追尾はしない）。左右移動は素早いが、ジャンプ力は低い。一種類のみ存在。
魔術師
顔まで覆ったローブ姿の魔法使いで、頭部には獣の耳のようなものがついている。手にした杖から、低速で直進する光弾を放って攻撃する。ジャンプにおいては上昇は素早く下降は遅いという特徴がある。細長い長円形の光弾を放つタイプと、円形の大きな光弾を放つタイプの2種類がいる。
ゲームボーイ版では、後者が稲妻のような弾を放つよう変更されている。
忍者
覆面姿の日本の忍者。ジャンプ力自体は最高クラスだが、魔術師とは逆に落下がとても速く、ジャンプボタンを放した途端急速に落ち始めるという癖のある空中性能を持つ。手裏剣を投げるタイプと、鎖付き分銅を振るって攻撃するタイプの2種類がいる。
雪女
日本の雪女とは異なる、白いローブ姿で雪玉を抱えた女性。抱えた雪玉を投げ、地面に転がして攻撃する。雪玉は4連射できるが、弾速はかなり遅い。本体の移動も遅いが、ジャンプ力は標準レベル。一種類のみ存在。
バンパイア
マントに身を包んだ吸血鬼風の金髪男。マントを開き、前方3方向にコウモリを飛ばして攻撃する。移動はやや遅くジャンプも上昇・下降ともにゆったりしているが、ジャンプ中は移動速度が早くなる。一種類のみ存在。
ゲームボーイ版では、コウモリが一匹のみで波形に飛ぶよう変更されているほか、ジャンプ中の移動速度が歩行中と同程度に低下している。
スラッガー
バットを構えた野球選手風の男性。バットで殴るのみで近くしか攻撃できないが、敵の弾を打ち返すことができる。一種類のみ存在。
ゲームボーイ版では、バットから地形で反射して飛ぶボールを放てる代わりに、敵の弾を打ち返す能力が削除されている。
透明人間
帽子と手袋と靴のみの姿の透明人間で、ゲームボーイ版のみの追加キャラクター。攻撃が一切できない代わりに敵の攻撃に対して無敵で、移動性能も高い。ただしライフが自然に減っていくため（アイテムによる補給は可能）、時間が経つと死んでしまい、主人公離脱となる。また、憑依中は画面切り替えで別の部屋へ移ることも不可能。一種類のみ存在。

### 特殊な憑依対象キャラクター
恋人
鍵の付いた扉の奥にとらわれていた恋人で、主人公の救出対象。彼女に憑依した場合キャラクターのライフゲージが消失し、エネルギーゲージと一体となるため、他のキャラクターに憑依することが不能となる。
攻撃はレーザーガンによる射撃。威力が非常に高く、自身の移動速度も高い。

### その他ザコキャラクター
スライム
水のような透き通った色のゼリーのような生物。床や天井から染み出るように現れ、ジャンプで主人公に迫ってくる。主人公の攻撃で破壊できるが、憑依は不可能。ゲームボーイ版では登場しない。

### ボスキャラクター
各ステージ最後の「GO!」の表示がある入口に入ると、固定画面のボスの部屋に移る。いずれも1対1であり、憑依できる敵は登場しない。このためライフのゲージは表示されず、エネルギーが尽きてゲームオーバーとなるまで憑依中のキャラクターで戦い続けることになる。なお正式名称が不明のため、以下ではステージ数で表記する。
ステージ1
廃工場のような場所に潜む機械のドラゴン。床の穴から首を出したあと、レーザーを1発放って穴へ消える。一撃で倒せるが、何度も繰り返し出現する。
ステージ2
ショベルを備えた採集機械のような重機。ショベルを主人公の頭上から落下させて攻撃する。また床がベルトコンベアになっており、常に左側へ動いて主人公を流そうとする。開閉を繰り返すシャッターに守られた操縦席が弱点。
ステージ3
巨大なヘビのような怪物。画面右からのぞいた頭部が上下に動き、正面めがけて瘴気のような弾を吐いてくる。
ステージ4
生命を吹きこまれたヘドロのような怪物。水面から顔を出してヘドロの弾を2発吐きかけ、その後天井へ飛び移って広がったのち無数の水滴状になって落下、を繰り返す。水面から出てきたときのみ攻撃可能。
ゲームボーイ版では、天井へ広がる動きが画面上へ跳び去る動きに変更されている。
ステージ5
鬼のような顔がついたドラゴンのような怪物。円弧を描くような軌道で空中を飛び回る。飛び道具は持たないが、動きが不規則で狙いにくい。頭部が弱点。
ステージ6
鳥のような飛行メカに乗った、組織のボスと思しき男。上空を飛びながら誘導ミサイルを連射する強敵。

## 移植版
| タイトル                         | 発売日                     | 対応機種                               | 開発元                        | 発売元                                        | メディア                              | 型式               | 備考                                             |
| -------------------------------- | -------------------------- | -------------------------------------- | ----------------------------- | --------------------------------------------- | ------------------------------------- | ------------------ | ------------------------------------------------ |
| ファンタズム Avenging Spirit     | 1992年11月6日 1992年       | ゲームボーイ                           | ジャレコ                      | ジャレコ                                      | ロムカセット                          | DMG-P8J DMG-P8-USA |                                                  |
| Avenging Spirit                  | INT 2010年12月13日         | iPhone iPad (iOS)                      | DotEmu (移植担当)             | DotEmu                                        | ダウンロード                          | -                  | アーケード版の移植                               |
| ファンタズム Avenging Spirit     | 2011年6月7日 2011年8月11日 | ニンテンドー3DS                        | ジャレコ (移植元)             | ハムスター ジャレコ                           | ダウンロード （バーチャルコンソール） | -                  | ゲームボーイ版の移植                             |
| ファンタズム INT Avenging Spirit | INT 2022年7月29日          | Nintendo Switch PlayStation 4 Xbox One | ラタライカゲームス (移植担当) | Shinyuden(Switch) ラタライカゲームス(PS4,XB1) | ダウンロード                          | -                  | アーケード版の移植 海外版(Avenging Spirit)も収録 |

### ゲームボーイ版

#### 概要
いくつかのアレンジが施されている。詳細は下記。
流通量の少なさや追加要素の存在もあってプレミア価格が付き、2017年の報告では箱付き良品が約3万円で中古販売されているという。
なお、2011年6月7日にはニンテンドー3DSのバーチャルコンソールで配信が開始された。

#### アーケード版からの変更点
- ハードスペックの関係上グラフィック・サウンドはやや簡素化、敵の配置数も全体的に減少。ただし、デモシーンのグラフィックは描き直され、よりかわいらしいイメージになっている。
- デモシーンにアニメーションする場面が増えた。またゲーム中敵に憑依した時には画面暗転とともに派手なエフェクトがつくなど、演出面が強化された。
- 憑依中にセレクトボタンを押すことで、自分から肉体を捨てて離脱できる機能が追加。ただし、使うと残りライフのぶん主人公のエネルギーが減ってしまうというペナルティがある。
- ステージクリアでエネルギーが全回復するようになった。
- コンティニューの仕様変更。その場復活だったのがステージの最初からになった。回数は無限。
- スコアが廃止、また永久パターン防止キャラも削除。
- BGMの追加・変更。使い回しのあったステージ曲がそれぞれ固有のものとなり、ステージ開始時にはジングルが、デモシーンにも曲がついた。ただし鍵の部屋など、削除された曲もある。
- 敵の体当たり、およびダメージ床に乗った時のダメージが全体的に増加。特に後者のダメージは大幅に引き上げられている。
- 霊体時、地形に重なっている間はエネルギーが急速に減るようになった。
- 敵全滅アイテム、および得点アイテムが削除。
- 隠しコマンドによる高難度モード「エキスパートモード」が追加。なおこのモードのグッドエンディングは、アーケード版では無かった彼女のその後が一枚絵として現れ、大どんでん返しの内容となっている[3]。
- 上述の「透明人間」を含め、敵キャラクターの追加・削除。

### Nintendo Switch、PlayStation 4、Xbox One版
2022年7月29日より各プラットフォームで配信。海外版『Avenging Spirit』も収録しており、また国内版、海外版とも家庭用のバージョンとアーケードを再現したバージョンがあり、計4バージョンのモードが収録されている。(オリジナル基板が56フレームなのに対し60フレームで処理を行う現行ハードにそのまま移植しているため基板とフレームレートが異なりゲームスピードやBGMがかなり速くなってしまっておりプレイ感覚が違う)
どこでもセーブ及びどこでもロード機能、巻き戻し機能などが実装されている。Xbox One版は海外名称の『Avenging Spirit』として配信されている。

## スタッフ
アーケード版
- トータル・プランナー：TOKU（竹森得泰）
- ゲーム・デザイナー：MYAA
- プログラマー：T.HATA
- キャラクター・デザイン：SANBO、ほりこしまもる
- B.G.デザイナー：SEVEN STAR、C 57
- サウンド・プロデューサー：TYKOON MORI
- 音楽：STUDIO O.K.
- スペシャル・サンクス：MIYUKI-CHAN、DARK ELF、AND OTHERS

ゲームボーイ版
- プログラマー：坂下豊
- グラフィック：わたなべなおゆき
- サウンド：緒方貴宏
- スペシャル・サンクス：猪ヶ倉康雄、面谷知志、いのうえしょうじろう、松田信、アーケードチーム
- ディレクター： やまざきゆうすけ

## 評価
ゲームボーイ版
ゲーム誌『ファミコン通信』の「クロスレビュー」では、5・5・6・5の合計21点（満40点）、『ファミリーコンピュータMagazine』の読者投票による「ゲーム通信簿」での評価は以下の通り17.5点（満30点）となっている。
| 項目 | キャラクタ | 音楽 | お買得度 | 操作性 | 熱中度 | オリジナリティ | 総合 |
| 得点 | 3.0        | 2.9  | 2.9      | 3.1    | 2.9    | 2.7            | 17.5 |

## 関連作品
本作の企画を担当した竹森得泰による作品。
- ボンバーキング（1987年）
- 魔境伝説（1988年）
- 突然! マッチョマン（1988年）
- ザ・ロードオブキング（1989年）